# Arco di Orange
L'arco di Orange è un arco romano degli inizi del I secolo d.C., situato a Orange, nel dipartimento francese di Vaucluse.
L'arco, a tre fornici, segnava l'ingresso della città romana di Arausio (oggi Orange) dal lato nord e scavalcava una delle vie costruite in Gallia da Agrippa, che dalla capitale provinciale di Lugdunum (Lione) conduceva al Mediterraneo e quindi verso Roma.

## Storia
L'arco venne probabilmente eretto negli anni 20-25 d.C. per commemorare le vittorie di Germanico, morto nell'anno 19. L'arco fu in seguito ridedicato a Tiberio nel 26-27 d.C. e in tale occasione fu aggiunta la dedica.
In epoca medievale fu fortificato e inserito in un bastione avanzato di difesa della città. Fu restaurato negli anni 1820 dall'architetto Auguste Caristie, che lo liberò dai contrafforti utilizzati per la sua fortificazione e dalle strutture che gli erano state addossate e rimpiazzò le parti mancanti o troppo danneggiate. Un restauro e pulitura dell'arco si è concluso nel 2009.
L'arco è stato inserito nel 1840 nella prima lista dei monumenti storici francesi. Dal 1981 è inserito con il teatro romano della città tra i Patrimoni dell'umanità dell'UNESCO.

## Descrizione
L'arco è edificato in opera quadrata di blocchi di pietra locale. Misura 19,57 m di larghezza e 8,40 m di profondità e raggiunge un'altezza di 19,21 m.
Sui lati maggiori fra i fornici e agli angoli sono presenti semicolonne corinzie rialzate su piedistalli che sorreggono la trabeazione principale sui quattro lati. Al di sopra di questa si trova un doppio attico, che sporge nella parte centrale, dove lo spazio dell'attico inferiore è occupato da un frontone. L'attico superiore era destinato a fungere da basamento per delle statue monumentali oggi scomparse. I lati corti dell'arco sono decorati con quattro semicolonne (comprese quelle angolari) che sorreggono la trabeazione e un frontone con arco centrale, che occupa lo spazio dell'attico inferiore.

### Rilievi

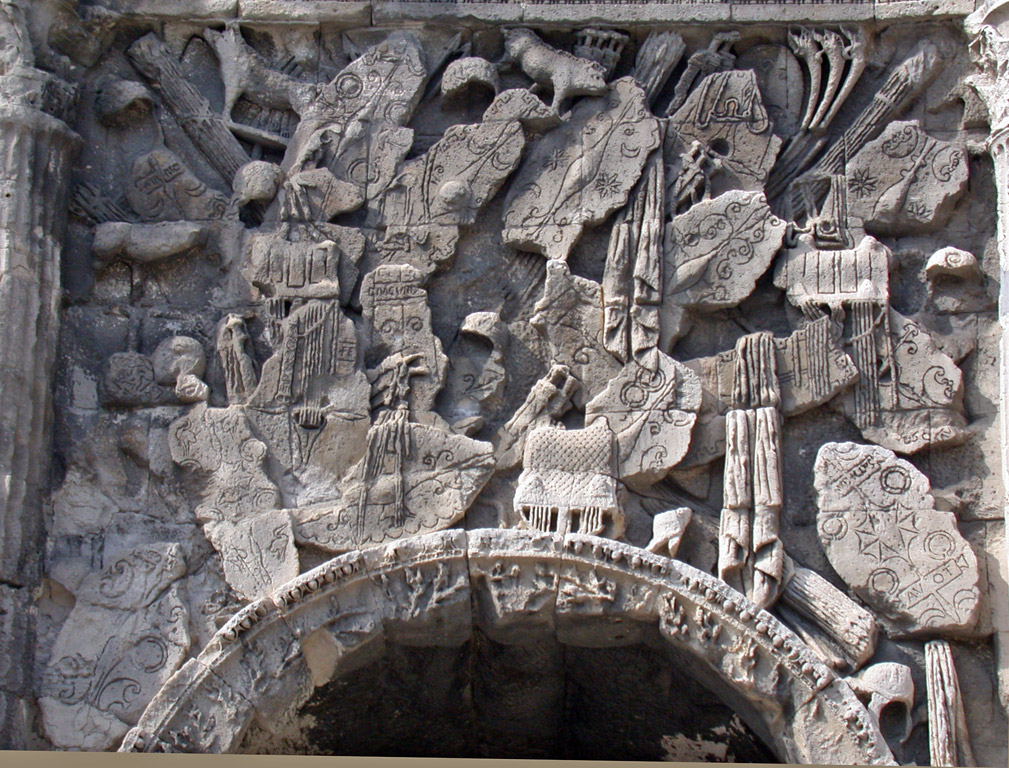
Rilievo con cumuli di armi
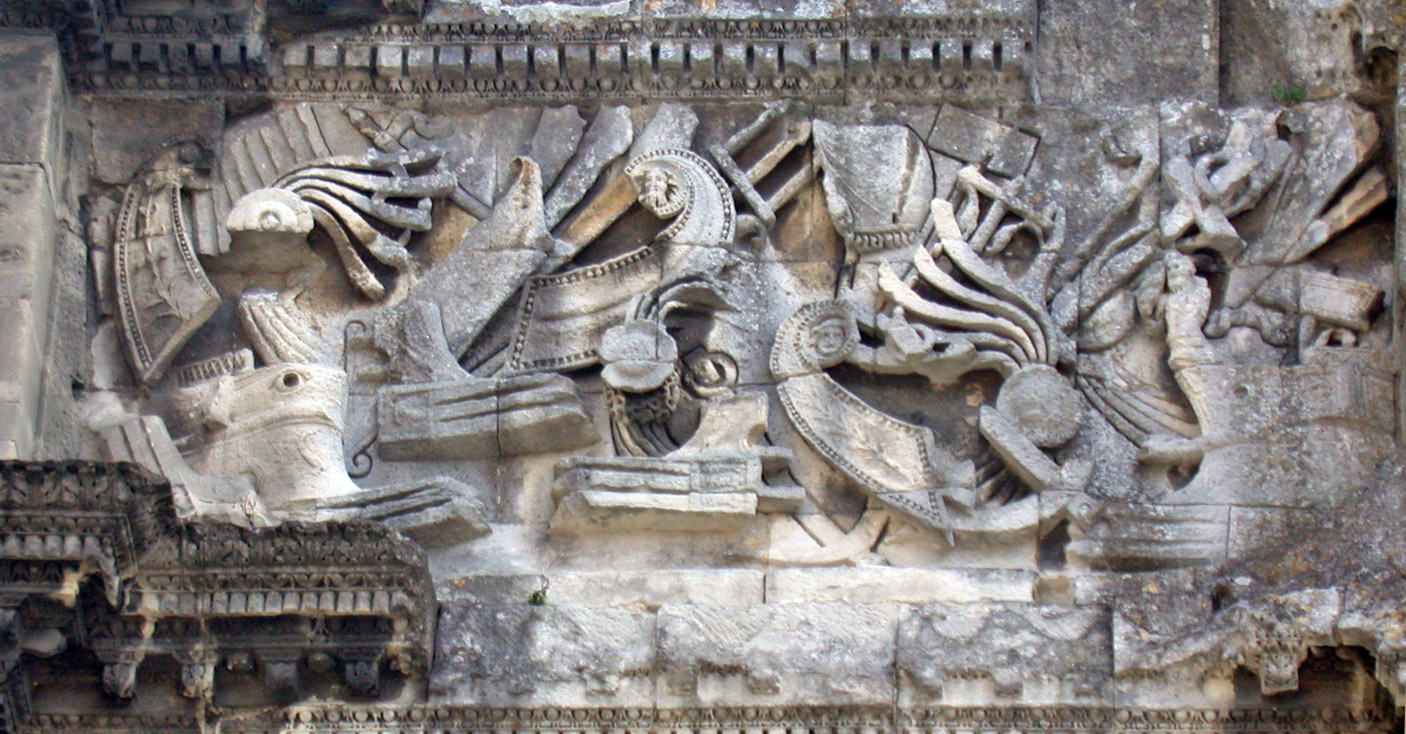
Rilievo con spoglie navali
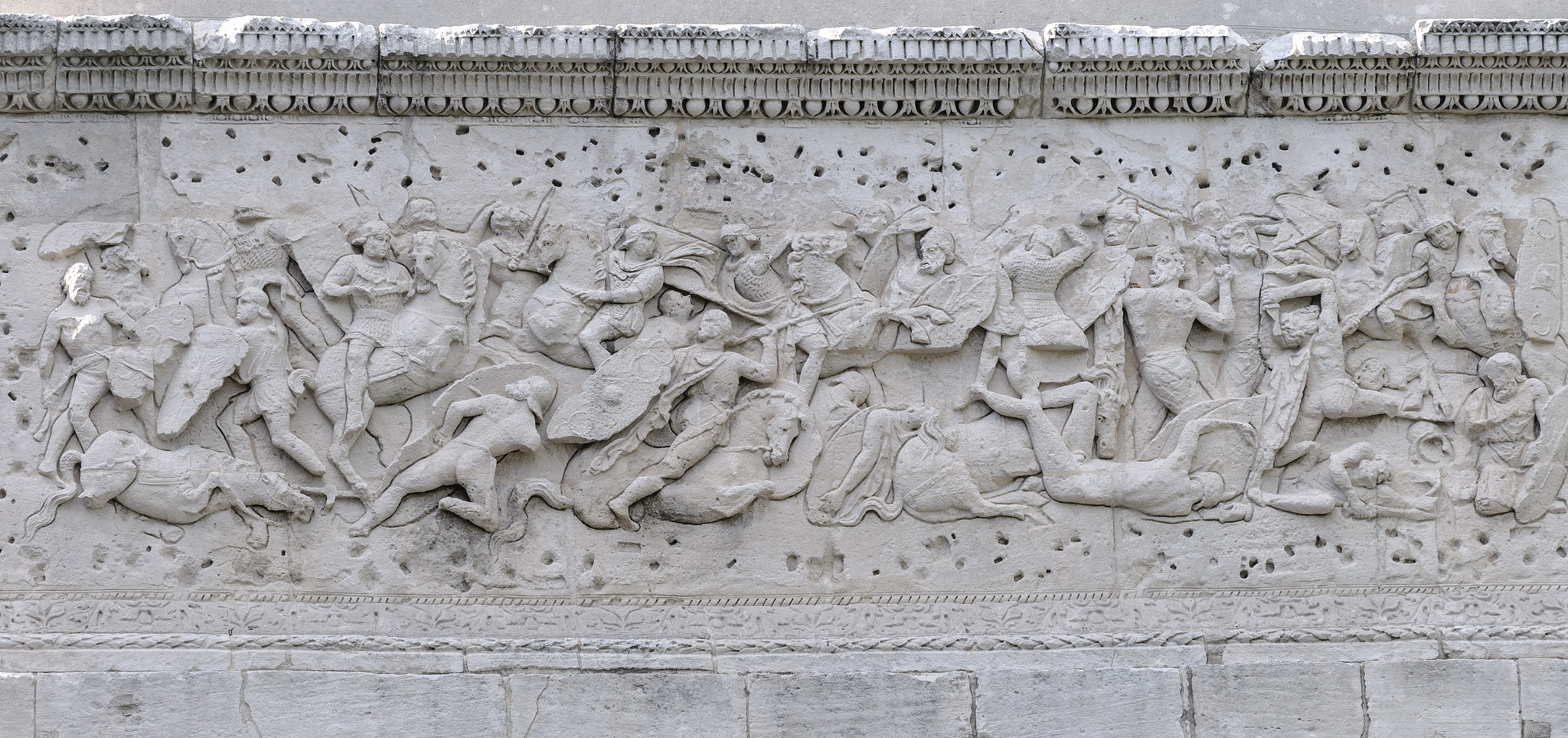
Rilievo di battaglia sulla parte centrale dell'attico superiore (facciata sud)
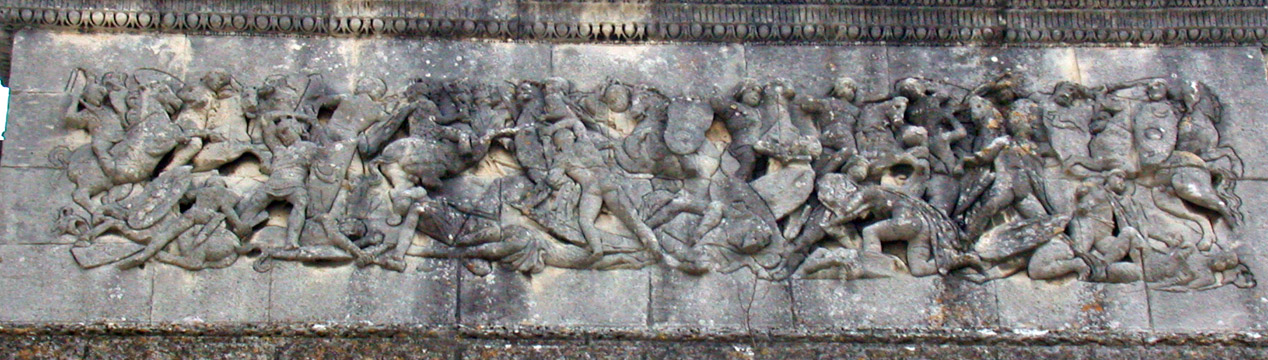
Lo stesso sulla facciata nord
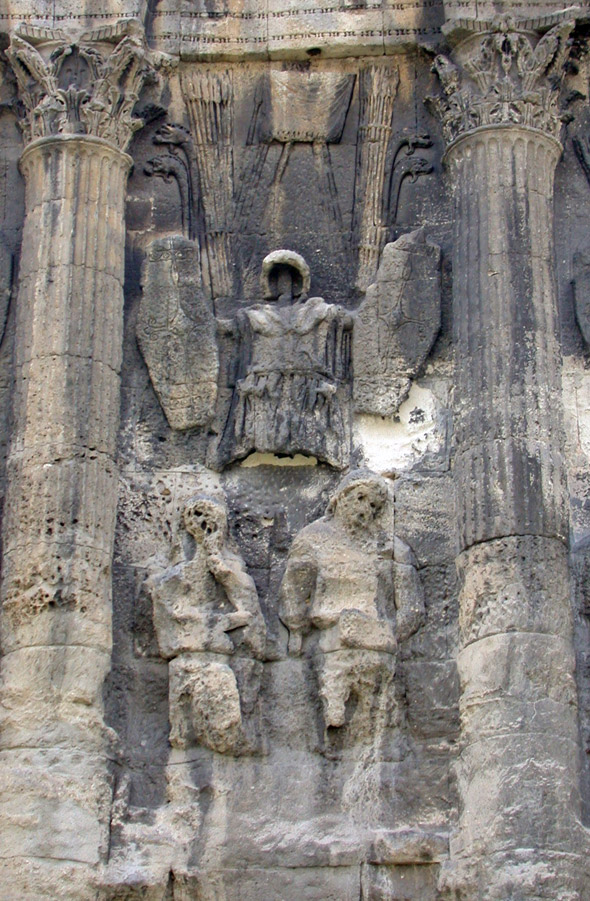
Rilievo con trofei sul lato corto est (centrale)

Su molte delle superfici libere dell'arco sono presenti rilievi.
Sulla facciata principale gli spazi sopra i fornici minori e sotto la trabeazione sono decorati da rilievi con cumuli di armi, tra le quali alcuni scudi presentano iscrizioni con nomi, interpretati come i nomi degli scultori, ovvero come nomi di famosi fabbricanti. Sempre in corrispondenza dei fornici laterali, l'attico inferiore è decorato con pannelli raffiguranti delle spoglie navali, come prue di navi, ancore, tridenti.
Il fregio della trabeazione principale mostra sui quattro lati del monumento un fregio con combattimenti tra Galli e Romani, rappresentati come una serie di duelli. I Galli dai lunghi capelli combattono nudi e armati di scudi, mentre i Romani indossano la tunica e talvolta la corazza. I personaggi sono di fattura grossolana, con mani e piedi sproporzionati.
Nella parte centrale dell'attico superiore, che doveva sorreggere un grande gruppo scultoreo equestre, si trovano dei pannelli con scene di battaglia, alla quale partecipava la II legione Gallica, riconoscibile dal suo emblema con il capricorno, presente sullo scudo di un ufficiale. Intorno al rilievo, privo di incorniciatura, i blocchi della muratura presentano numerosi fori disposti irregolarmente, che dovevano servire a fissare elementi decorativi in bronzo oggi scomparsi.
Tra le colonne dei lati corti sono presenti altorilievi con trofei, ai piedi dei quali sono mostrati due prigionieri barbari incatenati. Gli altorilievi sul lato ovest sono in gran parte frutto della ricostruzione ottocentesca.

### Iscrizione
Sui lati lunghi dell'arco la fascia inferiore dell'architrave della trabeazione principale recava un'iscrizione con lettere in bronzo, applicate per mezzo di grappe di cui restano visibili i fori, in particolare sul lato nord.
Dallo studio delle cavità per grappe fu proposta nel 1862 da Pierre Herbert una prima lettura dell'iscrizione:
 IMP CAIO I C�Æ AVGVSTI DUVI I FIL ÆGYPT TRP XI COMAT TRIBVT GERMANIA VICTA
COH XXXIII VOLVNT COLONIA ARAUS I SECVNDAN HVNC ARC DED PVBLICE
"Imp(eratori) Caio I(ulio) Cæ(sari) Augusto divi I(ulii) fil(io) Ægypt(o) Tr(ibunicia) P(otestate) XI comat(a) tribut(aria) Germania victa
Coh(ors) XXXIII volunt(ariorum) (et) colonia Araus(io) I(iulia) Secundan(orum) hunc arc(um) ded(icavit) publice"
All'imperatore Gaio Giulio Cesare Augusto, figlio del divo Giulio, che ha esercitato per l'XI volta la potestà tribunizia, la XXXIII coorte dei volontari e la colonia di Arausio Giulia dei Secundani, in ricordo dell'Egitto, della Gallia comata sottoposta a tributo e della Germania vinta, dedica a nome di tutti quest'arco.
Secondo Pierre Herbert l'iscrizione avrebbe dunque indicato chiaramente l'erezione dell'arco nel 12 a.C.. La città è indicata come una colonia romana fondata dai veterani della legione cesariana. Le vittorie a cui l'iscrizione si riferisce sarebbero la battaglia di Azio nel 31 a.C. e le vittorie di Druso  sui Germani nel 12 a.C.
In seguito a studi più recenti la lettura dell'iscrizione della trabeazione principale è stata modificata:
 TI CAESAR DIVI AVGUSTI F DIVI IVLI NEPOTI AVGVSTO PONTIFICI MAXI
 POTESTATE XXVIII IMPERATORI IIX COS IIII RESTITVIT R P COLONIAE (ovvero alla fine  RESTITVTORI COLONIAE)
"Ti(berio) Caesar(i), divi Augusti f(ilio), divi Iuli nepoti Augusto, pontifici max(imo)
(tribunicia) potestate XXVIII, imperatori IIX,  co(n)suli IIII restituit R(es) p(ublica) coloniae (ovvero restitutori coloniae)"
A Tiberio Cesare, figlio del divo Augusto, nipote del divo Giulio, Augusto, pontefice massimo, che ha esercitato per la XVIII volta la potestà tribunicia, imperatore per l'ottava volta, console per la quarta volta restituì la colonia (ovvero restitutore della colonia)
La datazione appare essere spostata al 26-27 d.C., in occasione di una restituzione di terre da parte di Tiberio o per una strana "restituzione" dell'arco a questo imperatore. L'iscrizione sarebbe stata collocata in epoca successiva alla prima costruzione dell'arco, su una zona non normalmente destinata a quest'uso. L'arco sarebbe stato iniziato intorno al 20 e completato intorno al 25 e inizialmente sarebbe stato dedicato a Germanico, figlio adottivo di Tiberio e comandante della II legione, morto nel 19.